# Tomás Yarrington
Tomás Jesús Yarrington Ruvalcaba (Matamoros, Tamaulipas, 7 de marzo de 1957) es un político mexicano quien fue miembro del Partido Revolucionario Institucional. Fue Gobernador de Tamaulipas de 1999 a 2004. Con anterioridad ocupó los cargos de Presidente Municipal de Matamoros y Diputado Federal.
A principios de 2012, fue acusado por un testigo protegido de la DEA de haber lavado dinero para Los Zetas y el Cártel del Golfo, además de haber sido cómplice del asesinato de Rodolfo Torre Cantú. También ha sido señalado por la revista estadounidense Forbes como una de las 10 personas más corruptas en México.

## Biografía y trayectoria política
Yarrington se graduó con una licenciatura en Economía, con mención honorífica, del Instituto Tecnológico y de Estudios Superiores de Monterrey y de una licenciatura en Derecho de la Universidad Autónoma de Nuevo León. Cursando posteriormente una maestría en Administración Pública en la Universidad del Sur de California.
En 1991 fue elegido miembro de la Cámara de Diputados y desde 1993 hasta 1995 se desempeñó como alcalde de Matamoros, Tamaulipas. Más tarde dirigió la sección local del Partido Revolucionario Institucional, se unió al gabinete de Manuel Cavazos Lerma como secretario de Hacienda y se desempeñó como gobernador de Tamaulipas (1999 - 2004).

## Precandidato a la Presidencia de México
Poco antes de terminar su mandato como gobernador de Tamaulipas, Tomás Yarrington dio a conocer sus aspiraciones de buscar la presidencia de México. Poco después de entregar el poder, en 2006 hubo un grupo en contra del entonces presidente del PRI, Roberto Madrazo Pintado y próximamente candidato a la presidencia de la república, llamado TUCOM (Todos Unidos Con México), el cual, popularmente, sería más conocido como "Todos Unidos Contra Madrazo". Conformado por el entonces coordinador de los Senadores del PRI, Enrique Jackson; el exgobernador del Estado de México, Arturo Montiel Rojas; el exgobernador de Tamaulipas, Tomás Yarrington; el exgobernador de Nuevo León, José Natividad González Parás y el exgobernador de Coahuila, Enrique Martínez y Martínez, su objetivo principal era impedir que Roberto Madrazo Pintado obtuviese la candidatura y lanzar como candidato a Arturo Montiel Rojas.

## Vínculos con el crimen organizado
Las acusaciones contra Yarrington comenzaron desde noviembre del 2011, cuando el cadáver de un empresario conocido como Alfonso Peña Argüelles fue tirado en una vía pública en la ciudad fronteriza de Nuevo Laredo, Tamaulipas. Junto al cadáver se encontró un mensaje firmado por Los Zetas, quienes acusaban al hermano de Peña de haber lavado dinero para Yarrington.
En 30 de enero de 2012, se informó mediante un comunicado que tres exgobernadores de Tamaulipas—Manuel Cavazos Lerma, Tomás Yarrington, y Eugenio Hernández Flores—habían estado vinculados con el crimen organizado. Después de un caso judicial en San Antonio, Texas, la agencia estadounidense conocida como la DEA acusó a Yarrington de haber lavado millones de dólares de Los Zetas y el Cártel del Golfo durante su gubernatura. La información se obtuvo después de que Antonio Peña-Argüelles, un supuesto miembro de un cártel de la droga y hermano de Alfonso, declaró que Yarrington tenía lazos fuertes con «varios líderes de Los Zetas.» Además, se le acusó a Yarrington de haber sido cómplice en la matanza de Rodolfo Torre Cantú, el excandidato para la gobernatura de Tamaulipas en el 2010, que fue llevado a cabo extraoficialmente por Jorge Eduardo Costilla Sánchez, líder supremo del Cártel del Golfo.
El 12 de mayo de 2012, el gobierno de Estados Unidos presentó sendas solicitudes en San Antonio y Corpus Christi, Texas, para confiscar propiedades de Yarrington que presuntamente fueron adquiridas con dinero del narcotráfico. Según las denuncias, Yarrington recibió "millones de dólares en pagos" de los cárteles de la droga "y de varios esquemas de extorsión o soborno," para lo cual se valió de terceros para "convertirse en un gran inversionista en bienes raíces mediante varios mecanismos de lavado de dinero." Además, el gobierno de Estados Unidos pretende confiscar un condominio en la Isla del Padre y una propiedad de 18.6 hectáreas en San Antonio, Texas. Se cree que estas propiedades fueron compradas por contratistas que Yarrington solicitó para que estuviesen bajo otro nombre. Asimismo, se presume que el cártel del Golfo lavó dinero en Texas bajo el empresario Francisco Alejandro Cano Martínez para después usarlo para pagarle a los políticos tamaulipecos. Estos sobornos servían para minimizar la intervención policiacas en las actividades ilícitas de dicho cártel.

### Suspensión del PRI
Después de las acusaciones que recibió Yarrington, el Partido Revolucionario Institucional (PRI) suspendió la militancia del exgobernador tamaulipeco el 23 de mayo de 2012 debido a la investigación que se realizaba en los Estados Unidos por sus presuntos nexos con el Cártel del Golfo. El PRI hizo un comunicado mencionando lo siguiente:

El presidente del Comité Ejecutivo Nacional ha solicitado a la Comisión Nacional de Justicia Partidaria que sesione a la brevedad a efecto de proceder, de conformidad con los estatutos y los reglamentos partidarios, a la suspensión inmediata de la militancia del señor Yarrington, en tanto la Corte que lo juzga determina de manera definitiva su situación jurídica ... El señor Yarrington debe afrontar su responsabilidad individual ante la justicia del país que lo acusa.

### Investigación de la SEIDO
De acuerdo a las investigaciones de la SEIDO, difundidas el 1 de agosto de 2012, Yarrington recibió más de 8.5 millones de dólares para financiar su campaña hacia su gubernatura en 1998. Los reportes indican que Jesús Vega Sánchez, el excoordinador de campañas del PRI, se reunió con presuntos miembros del Cártel del Golfo y del Cártel de Juárez para realizar los acuerdos en once pagos separados. Mediante este acuerdo, el gobierno de Tamaulipas supuestamente permitía que la policía estatal le brindara protección a los narcotraficantes.
En Estados Unidos también hay investigaciones en su contra por los delitos de lavado de dinero y fraude, al menos desde diciembre de 2013.
Según la acusación que se lleva a cabo en EU, Yarrington recibió pagos de narcotraficantes que operaban en el estado fronterizo, entre otros, de miembros del Cártel del Golfo. Según un comunicado de prensa del FBI de diciembre de 2013, supuestamente lo hacía a cambio de "dejarles operar a gran escala" en sus actividades criminales.
Las autoridades estadounidenses también lo vinculan con distintos crímenes después de ser gobernador: en concreto le acusan del tráfico de "grandes cantidades de cocaína" de 2007 a 2009 desde el puerto de Veracruz al sur de Tamaulipas, y del uso de fondos públicos robados.
Por si fuera poco, en 2013 la revista Forbes lo incluyó en la lista de los 10 mexicanos más corruptos, junto a personalidades como Elba Esther Gordillo y Raúl Salinas de Gortari.

### Corrupción a alcaldes
El periódico Reforma publicó un artículo el 20 de agosto de 2012 indicando que varios alcaldes de Tamaulipas como Humberto Valdez Richaud, alcalde de Reynosa de 1999 a 2001 y de 2002 a 2004, y Mario Zolezzi García, edil de Matamoros de 2002 a 2004, recibieron grandes sumas de dinero ilícito del Cártel del Golfo. La publicación menciona que el cártel del Golfo financió a todos estos alcaldes bajo la supervisión de Yarrington. El expediente indica que el dinero era un acuerdo para aceptar que el cártel del Golfo escogiera a los jefes policiacos de los municipios correspondientes. Finalmente, el 28 de agosto, la PGR anunció que había conseguido que se girara una orden de aprehensión contra Tomás Yarrington por delitos contra la salud en su modalidad de fomento. Esta orden de aprehensión fue turnada también a la Interpol.

## Arresto y extradición
El 9 de abril de 2017, Yarrington fue detenido en la ciudad de Florencia, Italia, por elementos de la policía de ese país, dicha captura se ocurrió gracias a los datos contenidos en la ficha roja emitida por Interpol, así como por la cooperación entre autoridades italianas y de EU. Fue extraditado el 20 de abril de 2018 a Estados Unidos donde se mantiene en prisión y enfrenta cargos por los delitos de tráfico de drogas, extorsión, fraude y blanqueo de capitales. Su juicio estaba programado para enero de 2020 ante la corte federal, en Brownsville. El 26 de marzo de 2021, se declaró culpable de lavado de dinero y de aceptar sobornos como gobernador. Se desestimaron otros diez cargos relacionados con el narcotráfico y su condominio en Puerto Isabel, Texas, fue embargado.
Finalmente, en marzo de 2023, un juez federal de Estados Unidos sentenció al exgobernador a 9 años de prisión. Estuvo encarcelado en USP Thomson y fue puesto en libertad el 3 de julio de 2024.